# Méthanolate de (cyclooctadiène)iridium dimérique
Le méthanolate de (cyclooctadiène)iridium dimérique, ou dimère de méthylate de (cyclooctadiène)iridium, est un composé organométallique de formule chimique [(η4-C8H12)Ir(µ-OCH3)]2. Il s'agit d'un solide jaune, soluble dans les solvants organiques, utilisé comme précurseur d'autres complexes d'iridium, dont certains sont employés en catalyse homogène. La molécule est dimérique, avec deux atomes d'iridium de géométrie plane carrée, commune pour les complexes de métaux de transition ayant une configuration électronique en d8, tandis que le cœur Ir2(OCH3)2 forme un pli, à l'instar du chlorure de (cyclooctadiène)iridium dimérique [(η4-C8H12)Ir(µ-Cl)]2.
On peut l'obtenir en traitant du chlorure de (cyclooctadiène)iridium dimérique [(η4-C8H12)Ir(µ-Cl)]2 avec du méthanolate de sodium CH3ONa.